# عبدالله محمد کامل
عبدالله محمد کامل (فرانسوی: Abdallah Mohamed Kamil‎؛ زادهٔ ۱۹۳۶ (۸۸–۸۹ سال)) سیاستمدار اهل جیبوتی است. وی از ۵ فوریه ۱۹۷۸ تا ۲ اکتبر ۱۹۷۸ نخست‌وزیر این کشور بود.